# Bayonville
Bayonville település Franciaországban, Ardennes megyében. Lakosainak száma 68 fő (2022. január 1.). Bayonville Buzancy, Imécourt, Landres-et-Saint-Georges, Nouart és Tailly községekkel határos.

## Népesség
A település népességének változása:
| Lakosok száma | 200  | 142  | 127  | 114  | 100  | 98   | 99   | 82   | 73   | 68   |
|               | 1968 | 1982 | 1990 | 2006 | 2013 | 2015 | 2017 | 2019 | 2020 | 2022 |